# William Laslett
William Emmerson Kendrick Laslett (1799 - 26 janvier 1884)  est un avocat anglais, propriétaire foncier et député.

## Début de la vie
Baptisé à Worcester le 14 octobre 1799 il est le fils aîné de Thomas Emmerson Laslett (1765-1816), un banquier de Worcester, et de sa femme Sophia Jenkins (-1836). Après une formation initiale dans une banque, il obtient les diplômes d'avocat et pratique le droit à Worcester. Son héritage et ses bénéfices sont en grande partie investis dans la terre et d'ici à 1829 il a acquis le manoir d'Abberton  qui est sa résidence pour le reste de sa vie.

## Mariage
Après la mort en 1841 de Robert James Carr, évêque de Worcester, qui laisse sa fille aînée Maria Carr (1801-1888) sans le sou, Laslett lui propose de l'épouser et de lui verser une modeste rente annuelle. Après le mariage à Aldingbourne le 3 février 1842, elle va vivre avec Laslett et sa sœur célibataire Sophia Laslett (1804-1851) à Abberton Hall. Les relations entre les trois ne sont pas satisfaisantes et Maria s'enfuit, vivant en Écosse sous un nom d'emprunt. Avec le temps, Laslett accepte la situation et une séparation formelle. Les détails de cet intermède malheureux sont utilisés par Ellen Wood dans son roman de 1861 East Lynne.

## Carrière
Siégeant en tant que libéral radical, il est élu sans opposition  en tant que député de Worcester lors d'une élection partielle en avril 1852, et est réélu aux élections générales suivantes et en 1857 et 1859 . Il démissionne de la Chambre des communes le 6 mars 1860 en étant nommé Steward of the Chiltern Hundreds  . Il est de nouveau élu dans la même circonscription en 1868, mais est battu aux élections de 1874 .
Sans famille immédiate et dépensant peu pour ses besoins personnels, Laslett donne une grande partie de son argent à des œuvres caritatives privées et publiques. Il finance la restauration ou la reconstruction de plusieurs églises et achète l'ancienne prison de Worcester, qu'il transforme en logements pour couples mariés indigents. En 2021, les fiducies caritatives qu'il a fondées fonctionnent toujours à Worcester et Hinton on the Green, leurs revenus provenant des loyers fonciers .
Vivant seul à Abberton Hall, Laslett y meurt en 1884 et laisse plus de 13 000 livres (soit environ 1,23 million de livres en 2014). L'un de ses exécuteurs testamentaires et son principal bénéficiaire est le révérend Robert James Baker (1828-1886), neveu de sa femme.